# Étienne Cabet
Étienne Cabet (Dijon, 1788. január 1. – Saint Louis, 1856. november 8.) francia politikus, publicista, forradalmár.

## Életpályája
1812-ben fejezte be jogi tanulmányait. Kezdetben Napóleon hatalmának ellenzői közé tartozott; később viszont, amikor Napóleon végleges veresége után követőit bíróság elé állították, vállalta azok védelmét. Így került kapcsolatba a liberális ellenzékkel és nem sokkal később vezető egyéniségük lett. Az 1830. évi júliusi forradalom idején a X. Károly királyt megbuktató és a „polgárkirályt”, Lajos Fülöpöt trónra segítő összeesküvők közé tartozott.

### Szocialista eszméi
I. Lajos Fülöp király kormányzása egyre inkább monarchisztikus és konzervatív vonásokat öltött. Autoriter viselkedésében és a szociális viszonyok iránti érzéketlenségében csalódva Cabet szocialista lett. Írásaiban a franciaországi állapotokat ostorozta és a munkások életkörülményeinek javítását követelte. Megjelentette a Le Populaire című ellenzéki újságot, amely jelentős népszerűségre tett szert, viszont 1834-ben betiltották. Felségsértéssel vádolták, kegyvesztett lett; elítélték és 5 évre londoni száműzetésbe kényszerült. Itt került kapcsolatba a filantróp Robert Owennel, akinek kommunista eszméi tovább buzdították arra, hogy Franciaországban szocialista struktúrákat valósítson meg. Visszatérése után (1839) újságíróként dolgozott. Megírta a négy kötetes A francia forradalom története 1789 és 1830 között (Histoire populaire de la révolution française de 1789 à 1830) című művét.
Vrai Christianisme (Igazi kereszténység) c. művében támogatja a keresztény kommunizmust, mint elérendő ideális társadalmi rendszert.

### Utazás Ikáriába
Az 1839-ben, álnéven megjelentetett Utazás Ikáriába (Voyage en Icarie) című regényében egy utópista társadalom eszméit boncolgatja. A könyv nagy sikernek bizonyult az elégedetlen tömegek körében Franciaországban: a munkások „evangéliuma” lett. 1840 és 1848 között öt kiadást ért meg. 1847-ben kb. 40 000 követője akadt, ami az akkori időben hatalmas tömeget jelentett.
A könyv regény formában íródott. Egy fiatal nemes útjáról szól egy távoli szigetre, amelynek lakói éppen túl vannak egy kommunista forradalmon. A fiatal lord nem palástolja lelkesedését a demokrácia iránt. Az Utazás Ikáriába egy teljes egészében megszervezett munkásállamot vázol fel egy nagy szigeten, amelynek legfontosabb elvei a teljes egyenlőség és a vagyonközösség.
→ A nép 1000 közösségre van osztva, a főváros Ikária. A városok és a közösségek építészetileg szigorúan szimmetrikusan rendben vannak felosztva. Középen a főváros helyezkedik el.
→ Ikária képviselőit demokratikus úton választják. Bizottságokat hoznak létre, amik a közösség javára döntenek.
→ A könyv alapján mindenki együtt étkezik pompásan berendezett étkező helyiségekben. Az „ikáriai szakácskönyv” a legegészségesebb és legjobb ennivalókat sorolja fel.
→ Szakértői bizottság dönt az ikáriaiak ruházatáról. Minden eseményhez egyenruhák készülnek rugalmas anyagból, hogy több méretnek is megfeleljenek.
→ Egy önkéntes öncenzúra nélkülözhetővé teszi a rendőrség minden formáját.
→ Egy nemzeti újság, amit mindenki megkap, beszámol minden Ikáriában történt eseményről.
→ A nevelési rendszer egy alapképzésből és egy 12 éves erkölcsi nevelésből áll. A nők 17 évesen, a férfiak 18 évesen hagyják el az iskolát. A nőket 50 évesen, a férfiakat 65 évesen nyugdíjaztatják.
Cabet utópiájában minden ember elégedett és boldog.

### Az utópikus kísérlet és bukása
Hirtelen haragú természete miatt egyre inkább elszigetelődött az emberektől. Támogatta az 1848-as forradalmat, de még a munkások között sem sikerült keresztül vinnie szocialista eszméit.
1849-ben 280 követőjével kivándorolt az Amerikai Egyesült Államokba és a Mississippi folyó mellett fekvő Nauvoo-ban (Illinois) megalapította saját Ikáriáját. Cabet itt is ellentétbe kerül a kivándorlókkal: mint a közösség elnöke megtiltotta a kozmetikumok, ékszerek és színes ruhák használatát és konfliktusba került a kigazdálkodott fölösleg felhasználása miatt is.
A becsvágyó utópikus kísérlet megbukott, amihez nagymértékben hozzájárult Cabet uralkodó karaktere is.
Életművének nyomait megtalálhatjuk az Icarian Living History Museum-ban / Nauvoo, Illinois.